# Thera nigrosignata
Thera nigrosignata är en fjärilsart som beskrevs av Louis Beethoven Prout 1926. Thera nigrosignata ingår i släktet Thera och familjen mätare. Inga underarter finns listade i Catalogue of Life.